# Покрајина Понтеведра
Покрајина Понтеведра (шп. Provincia de Pontevedra) је покрајина Шпаније у аутономној заједници Галисија. Главни град је Понтеведра.